# Eva Bacharach
Eva Bacharach, född omkring 1580 i Prag, död 1651 i Sofia, var en judisk skriftlärd. Hon var en av få kvinnor under sin samtid som blev kända som skriftlärda inom den judiska teologin. Hon tillhörde en familj av rabbiner i Prag. Hon beskrivs som en framstående teolog och skriftlärare. Hennes sonson Jair Chajim Bacharach hänvisade till henne i sitt berömda verk Havvot Yair.